# Обрадович, Влада
Влада «Камени» Обрадович (серб. Влада "Камени" Обрадович; 1912, Липа — 2 июня 1944, Шимановцы) — югославский партизан времён Народно-освободительной войны, Народный герой Югославии.

## Биография
Родился в 1912 году в деревне Липа близ Бихача. Его отец умер, когда Владе был один год. В возрасте 10 лет юный Влада переехал с матерью в деревню Ашаня, где трудился у богатых помещиков. В ряды антифашистского сопротивления вступил в самом начале войны. После одной неудачной битвы был захвачен в плен местными фольксдойче, однако сбежал оттуда и вернулся в деревню, где скрывался некоторое время.
3 сентября 1941 вступил в Посавский партизанский отряд. В конце 1942 года отряд был преобразован в батальон, который вошёл в состав 6-й восточнобоснийской ударной бригады (батальон участвовал в боях за Восточную Боснию). В том же году Влада был принят в Коммунистическую партию Югославии, возглавив позднее 2-й батальон 2-й воеводинской ударной бригады, с которым участвовал в боях за Сребреницу, Власеницу, Зворник, Маевицу и Брич. Несколько раз был ранен, лечился в Среме.
Осенью 1943 года вошёл в состав Народно-освободительного совета Срема, однако позднее перебрался в Сербию возглавить группу военно-политических руководителей, которых командировали в Сербию. После гибели Йована Вуксана Влада возглавил его батальон, который после месяца боёв вернулся в Срем в состав 1-го Сремского партизанского отряда (позднее, в июне 1944 года он был переименован в 3-й батальон 6-й воеводинской ударной бригады).
2 июня 1944 в битве на Галовицком канале между сёлами Карловчич, Сремски-Михалевцы и Шимановцы Влада Обрадович погиб в бою. В память о нём батальон 6-й воеводинской бригады получил его имя. Звание Народного героя Югославии Обрадовичу было присуждено посмертно 5 июля 1951.